# Hedvábí
Termín hedvábí se v češtině v minulosti (v odborné literatuře do konce 20. století) používal a zčásti ještě používá pro všechna „nekonečně“ dlouhá textilní vlákna, ke kterým patří jak přírodní hedvábí, tak umělé výrobky podobného tvaru.

## Přírodní hedvábí

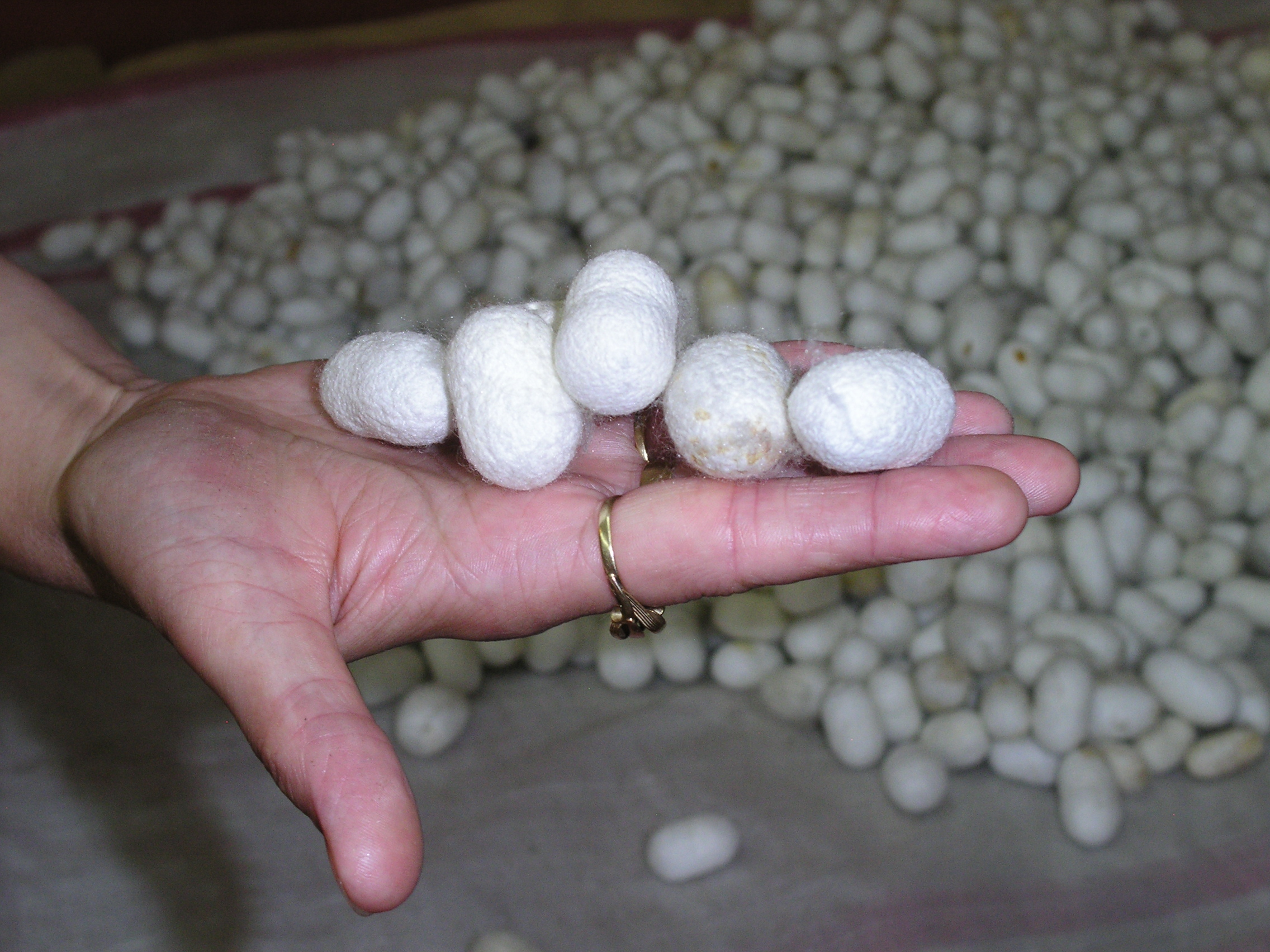
Kokony bource morušového určené k výrobě hedvábí

Přírodní neboli pravé hedvábí je tvořeno výměšky slinných žláz larvy motýla bource morušového (Bombyx mori). Výměšky na vzduchu rychle tuhnou ve vlákno, jímž se larva (housenka) opřádá a vytváří kokon (zámotek), ve kterém se kuklí. Kokon je svrchu ještě opředen jemnými vlákénky, tzv. bourovinou. Kokony se sbírají 8 až 10 dní po zakuklení bource a suší se vzduchem při teplotě 80–85 °C, čímž se usmrtí kukla uvnitř kokonu (kdyby se začal líhnout motýl, poškodil by zámotek). Hedvábné vlákno se získává rozvinutím kokonu – průměrná délka vlákna dosahuje 300 až 900 metrů.
Přírodní hedvábí bylo vytlačováno syntetickým hedvábím. Dodnes si však udržuje nezastupitelné místo na oděvním trhu, a to hlavně díky užitným vlastnostem – saje pot, v létě příjemně chladí a v zimě hřeje. S výrobou hedvábí je od počátku spjato i jeho dekorování. Kromě dekoračních technik, jako jsou akvarel a batika, se užívá tzv. Serti technika (neboli konturování, také gutta), považovaná za nejstarší tradiční techniku malování na hedvábí. Hustou gumovou substancí (tzv. gutta) se nakreslí kontury a konturované plochy se barví. První speciální barvy na hedvábí fixované teplem (Super Tinfix) se objevily ve Francii v 60. letech 20. století.
Z hedvábného vlákna se vyrábí hedvábná látka, která se dále používá pro výrobu oděvních a módních doplňků. 

## Umělé hedvábí
Všechna umělá textilní vlákna se vyrábějí také ve formě hedvábí. Tyto materiály (syntetické a přírodní polymery, sklo atd.) nahradily přírodní hedvábí tam, kde je předčí určitými specifickými vlastnostmi, např. pevností, izolační schopností, specifickou hmotností apod. Přírodní hedvábí zůstává významnou surovinou pro oděvní výrobky se zvláštním, často exkluzivním omakem, leskem a vzhledem.